# Cheng Xuanying
Cheng Xuanying (成玄英, prénom social Zishi 子實) est un moine taoïste connu comme le "Maître des doctrines à l'abbaye de Xihua" (西華法師) et comme l'un des principaux représentants du courant Chongxuan sous les règnes des empereurs Taizong et Gaozong de la dynastie Tang. Il est célèbre pour ses commentaires sur le Dao de jing et le Zhuangzi.

## Vie
Cheng Xuanying est né vers la première décennie du VIIe siècle, dans la préfecture de Shan correspondant au Henan moderne. Il vit à Donghai en isolement jusqu'en 631, date à laquelle il est convoqué dans la capitale Tang Chang'an et nommé moine en chef de l'abbaye de Xihua par décret impérial de l'empereur Taizong. Le Nouveau Livre des Tang ne mentionne pas qu'on lui ait accordé le titre de Maître des Doctrines (法師), et il est probable que ce soit une fabrication ultérieure de la période Song. Avant sa convocation, il est un philosophe bien connu pour son commentaire sur les écrits de l'école Lingbao pai,. Certains érudits soutiennent alternativement que Cheng ait été convoqué dans la capitale pour servir de disciple de Liu Jinxi劉進喜 (fl.620), un représentant majeur de la pensée taoïste à l'Institut d'éducation (文學館).
En 636 et 638, Cheng est présent pour une série de débats entre taoïstes et bouddhistes au temple du moine Huijing (慧凈) avec Cai Zihuang (蔡子晃), un autre adhérent du Chongxuan.
Cheng, de nouveau avec Cai, participe à la traduction du Dao de jing en sanscrit en 647, dirigé par le moine bouddhiste Xuanzang,,.
En 647 Cheng et Zhang Huiyuan (張惠元) sont  chargés d'enquêter sur les écritures taoïstes connues sous le nom de Sanhuangjing. Ils déterminent qu'il s'agit d'un "document absurdement écrit, en aucun cas composé à l'époque actuelle".Toutes les copies du texte sont ensuite brûlées par l'empereur Taizong, conduisant à la destruction presque totale de toutes les copies de l'écriture.
Cheng est exilé à Yuzhou (郁州) vers 653 à la suite d'un projet pendant le règne de l'empereur Gaozong, probablement en raison de son interprétation non appréciée du Yi Jing comme expliquant la survenue de catastrophes naturelles. Il meurt entre 685 et 690.

## Commentaires
Cheng écrit l'un des commentaires les plus significatifs du Zhuangzi, le Sous-commentaire du Zhuangzi (Zhuāngzǐ shū莊子疏). Son commentaire, apprécié pour ses explications concises, est un sous-commentaire de celui de Guo Xiang. Traditionnellement, les deux commentaires sont transmis ensemble dans le canon taoïste.
Cheng écrit également des commentaires sur le Dao de jing dont des fragments de ces textes ont survécu par des citations,.